# Metazaleptus
Metazaleptus is een geslacht van hooiwagens uit de familie Sclerosomatidae.
De wetenschappelijke naam Metazaleptus is voor het eerst geldig gepubliceerd door Roewer in 1912. 

## Soorten
Metazaleptus omvat de volgende 8 soorten:
- Metazaleptus adspersus
- Metazaleptus borneensis
- Metazaleptus guttatus
- Metazaleptus hirsutus
- Metazaleptus luteomaculatus
- Metazaleptus montanus
- Metazaleptus palpalis
- Metazaleptus rufescens